# کاپس (ملکه)
| U20 · p · Z7 | z · B7 |

| U20 · p · Z7 | z · B7 |

کاپس (انگلیسی: Kapes) ملکه همسر مصر باستان بود.
کاپس همسر فرعون تاکلوت یکم و مادر فرعون اوسورکون دوم بود. کپس در «سنگ یادبود پاسنهور» که در «سراپئوم سقاره» یافت شده است ذکر شده است. روی سنگ یادبود لقب «مادر خدا» ذکر شده است. کاپس از مقبره پسرش اوسورکون دوم در تانیس نیز شناخته شده است. هیچ عنوان دیگری برای کاپس در مقبره پسرش ذکر نشده است. متن مرثیه‌ای در مقبره پسرش در سطر «ir n.f K3pws» به پایان می‌رسد که به این معناست: «کاپوس این را برای او انجام داد (یا ساخت)».